# Nocturne (personaggio)
Nocturne, il cui vero nome è Talia Josephine Wagner, è un personaggio dei fumetti Marvel Comics, creato nel 2000 da Jim Calafiore. Proviene da una dimensione alternativa, chiamata Terra-2182, nella quale è la figlia dell'X-Men Nightcrawler (dal quale ha ereditato la pelle blu e l'aspetto demoniaco) e dell'ex-Vendicatrice Scarlet. Nella sua storia editoriale è stata associata soprattutto al supergruppo di viaggiatori multidimensionali degli Exiles, ma ha anche brevemente incontrato gli X-Men dell'universo principale.

## Biografia del personaggio
T.J. proviene da una dimensione alternativa in cui Wolverine, dopo aver assassinato Charles Xavier sotto l'influenza del Re delle Ombre, assume la leadership degli X-Men, mentre Ciclope, assetato di vendetta per la morte di Xavier e della sua amata Jean Grey, è il loro principale antagonista. Nata da una relazione tra Nightcrawler e Scarlet, viene cresciuta dal padre, un membro degli X-Men. Fino all'adolescenza fa parte del gruppo, e instaura un rapporto di grande affetto soprattutto con Kitty Pryde e con James Proudstar, il Thunderbird di quella realtà, oltreché, ovviamente, con il padre.

### Exiles
All'età di 20 anni viene reclutata dall'entità nota come Agente Temporale, che l'avvisa che, a causa di una serie di eventi accaduti nel multiverso, la sua linea temporale è in pericolo, ed ella rischia di essere catapultata in una realtà in cui suo padre è stato ucciso da Mystica molti anni prima. Per evitare questa tragica circostanza TJ si unisce agli Exiles, un gruppo formato con l'intento di riparare alle fratture che occorrono nel continuum spazio-temporale.
Dopo alcune avventure il gruppo visita Terra 616 (il principale Universo Marvel), dove si unisce agli X-Men per contrastare una versione cattiva di Havok, proveniente a sua volta dall'universo Mutant X (Terra-1298). In questa circostanza T.J. incontra la versione canonica di suo padre, e instaura per breve tempo con lui un rapporto padre-figlia analogo a quello che aveva nella sua realtà di origine.

### New Excalibur
Dopo altre avventure, Nocturne si unisce alla squadra dei New Excalibur. In una delle avventure con il supergruppo inglese viene colpita da un ictus, che lascia su di lei pesanti conseguenze fisiche, tra cui emiparesi, afasia e parziale perdita di memoria. Poco dopo, per meglio gestire la riabilitazione, abbandona gli Excalibur e assieme a Blink e al compagno Thunderbird, si trasferisce nella realtà di Terra-3470.

## Poteri e abilità
Nocturne ha ereditato molte caratteristiche fisiche e alcuni poteri dal padre Nightcrawler: come lui può infatti camminare facilmente sui muri, nascondersi nell'oscurità e muoversi con agilità sovrumana. Tuttavia non ha la capacità di teleportarsi, sostituita da quella della possessione: può cioè prendere il controllo del corpo di un altro individuo per un periodo limitato, fino a 24 ore. Originariamente questa possessione aveva la conseguenza di lasciare le vittime in stato di incoscienza, anche se successivamente, mentre era nella squadra degli Excalibur, TJ ha imparato a non provocare più questo effetto collaterale.
Non ha mai mostrato di avere il devastante potere di alterazione della realtà che appartiene alla madre, ma da quest'ultima ha probabilmente ereditato la capacità di creare campi di forza circoscritti all'interno dei quali può alterare le probabilità.

## Relazioni sentimentali
Dopo una relazione adolescenziale con James Proudstar (nella realtà d'origine di Nocturne membro degli X-Men con il nome in codice di Thunderbird), Nocturne si è legata alla versione dello stesso Thunderbird presente negli Exiles. In questo caso si tratta però del fratello maggiore di James, ovvero di John Proudstar, che nell'Universo Marvel principale è deceduto nel corso di una delle prime missioni dei Nuovi X-Men reclutati da Charles Xavier dopo la cattura del primo gruppo da parte dell'isola vivente Krakoa.